# Kpantionao (Gaoua)
Pour les articles homonymes, voir Kpantionao.
Ne doit pas être confondu avec Kpantianao.
Kpantionao est une localité située dans le département de Gaoua de la province du Poni dans la région Sud-Ouest au Burkina Faso.

## Santé et éducation
Le centre de soins le plus proche de Kpantionao est le centre hospitalier régional (CHR) de la province à Gaoua.